# Discradisca cumingi
Discradisca cumingi är en armfotingsart som först beskrevs av William John Broderip 1833.  Discradisca cumingi ingår i släktet Discradisca och familjen Discinidae. Inga underarter finns listade i Catalogue of Life.